# Загинайлов Сергій Геннадійович
Сергі́́й Генна́дійович Загина́йлов (нар. 3 січня 1991, Бровари) — український футболіст, півзахисник «Альянса».

## Біографія
Вихованець броварського футболу опинився в «Металісті» у 2008 році. З тієї пори за дубль харків'ян зіграв 122 матчі, відзначився 19 голами. Зіграв і один матч за основну команду — в Кубку України влітку 2009 року проти бурштинського «Енергетика».
Навесні 2013 року опинився в «Геліосі», за який устиг провести 10 матчів.
Влітку 2013 року перебрався в «Ниву» (Тернопіль), за яку відіграв один сезон. 
Влітку 2014 року на правах оренди перейшов у МФК «Миколаїв».
8 лютого 2015 року з'явилася інформація про підписання контракту з кишинівською «Дачією». У червні 2016 року залишив «Дачію». У липні того ж року став гравцем білоруського клубу «Торпедо-БелАЗ», але вже наприкінці 2016 року залишив команду.
На початку вересня 2018 року став гравцем «Сум».

## Досягнення
- Срібний призер чемпіонату Молдови (2): 2014/15, 2015/16
- Фіналіст кубку Молдови: 2014/15
- Срібний призер молодіжної першості України: 2010/11